# إتدريك بوهانون
إتدريك بوهانون (بالإنجليزية: Etdrick Bohannon)‏ مواليد 29 مايو 1973 في سان بيرناردينو، هو لاعب كرة سلة أمريكي معتزل. يبلغ طوله 6 قدم 9 بوصة (2.1 م).

## المسيرة الاحترافية
لعب مع إنديانا بايسرز في موسم 1997–1998، ثم لعب مع واشنطن ويزاردز في سنة 1998، ثم لعب مع نيويورك نيكس في سنة 2000، ثم لعب مع لوس أنجلوس كليبرز في سنة 2000، ثم لعب مع كليفلاند كافالييرز في سنة 2001، ثم لعب مع خيخون لكرة السلة في سنة 2001.

## روابط خارجية
- إتدريك بوهانون على موقع إن بي أي (الإنجليزية)
- إتدريك بوهانون على موقع سبورتس رفرنس (الإنجليزية)
- إتدريك بوهانون على موقع الدوري الإسباني لكرة السلة (الإسبانية)
- إتدريك بوهانون على موقع كرة السلة الأوروبية.كوم (الإنجليزية)
- إتدريك بوهانون على موقع كلية كرة السلة في سبورتس رفرنس.كوم (الإنجليزية)
- إتدريك بوهانون على موقع ريلجم (الإنجليزية)
- إتدريك بوهانون على موقع بروبوليرز (الإنجليزية)
- إتدريك بوهانون على موقع سبورتس رفرنس (الإنجليزية)